# ترایون کرنر (کالیفرنیا)
ترایون کرنر، کالیفرنیا (به انگلیسی: Tryon Corner, California) یک منطقهٔ مسکونی در ایالات متحده آمریکا است که در کالیفرنیا واقع شده‌است.

## خصوصیات
ترایون کرنر ۱۰ متر بالاتر از سطح دریا واقع شده‌است.